# ويليام إي. سنايدر
ويليام إي. سنايدر (بالإنجليزية: William E. Snyder)‏ هو ضابط أمريكي، ولد في 24 فبراير 1883 في ساوث بيت لحم في الولايات المتحدة، وتوفي في 30 ديسمبر 1944.